# Religião mexica
A religião mexica ou religião asteca originou-se dos astecas indígenas da região central do México. Como outras religiões mesoamericanas, também tem práticas como o sacrifício humano em conexão com muitos festivais religiosos que estão no calendário asteca. Esta religião politeísta tem muitos deuses e deusas; os astecas costumavam incorporar divindades que foram emprestadas de outras regiões geográficas e povos em suas próprias práticas religiosas.
A cosmologia da religião asteca divide o mundo em treze céus e nove camadas terrenas ou submundos. O primeiro céu se sobrepõe à primeira camada terrestre, de modo que o céu e as camadas terrestres se encontram na superfície da Terra. Cada nível está associado a um conjunto específico de divindades e objetos astronômicos. As entidades celestes mais importantes na religião asteca são o Sol, a Lua e o planeta Vênus (ambos como "estrela da manhã" e "estrela da noite"). Os astecas eram popularmente chamados de "povo do sol".
Muitas divindades principais dos astecas são adoradas no mundo contemporâneo ou atual. Essas divindades são conhecidas por nomes como Tlaloc, Quetzalcoatl e Tezcatlipoca, que são veneradas por diferentes nomes em múltiplas culturas e foram ao longo da história da Mesoamérica. Para os astecas, as divindades de particular importância são o deus da chuva Tlaloc; Huitzilopochtli, patrono da tribo mexica; Quetzalcoatl, a serpente emplumada e deus do vento e da aprendizagem; e Tezcatlipoca, o astuto e evasivo deus do destino e da fortuna também ligado à guerra e feitiçaria. Tlaloc e Huitzilopochtli eram adorados em santuários no topo da maior pirâmide (Templo Mayor) na capital asteca Tenochtitlan. Um terceiro monumento na praça em frente ao Templo Mayor foi dedicado ao deus do vento, Ehecatl, que era um aspecto ou forma de Quetzalcoatl.

## Teotl
O conceito de teotl é central para os astecas. O termo é frequentemente traduzido como "deus", mas pode conter aspectos mais abstratos da divindade ou energia sobrenatural, semelhante ao conceito polinésio de Mana.
A natureza dos teotl é um elemento chave na compreensão da queda do império asteca. Parece que o governante asteca da época, Moctezuma II e os astecas, em geral, se referiam a Cortés e aos conquistadores como "teotl ". Acredita-se amplamente que isso significa que eles acreditavam que eles eram deuses, mas uma melhor compreensão de teotl pode sugerir que eles eram apenas vistos como "misteriosos" ou "inexplicáveis".

## Panteão
Os astecas costumavam adotar deuses de diferentes culturas e permitir que eles fossem adorados como parte de seu panteão. Por exemplo, o deus da fertilidade, Xipe Totec, era originalmente um deus do Yopi (o nome Nahuatl do povo Tlapanec), mas tornou-se parte integrante do sistema de crenças asteca. Além disso, às vezes deuses estrangeiros seriam identificados com um deus já existente. Outras divindades, como Tezcatlipoca e Quetzalcoatl, tinham raízes em civilizações anteriores da Mesoamérica e eram adoradas por muitas culturas sob nomes diferentes.
Os muitos deuses dos astecas podem ser agrupados em complexos relacionados a diferentes temas. Alguns eram associados a aspectos da natureza, como Tlaloc e Quetzalcoatl, e outros deuses eram associados a ofícios específicos. Refletindo a complexidade do ritual na sociedade asteca, havia divindades relacionadas ao pulque, uma bebida alcoólica sagrada, mas também divindades de embriaguez, excesso, diversão e jogos. Muitos deuses tinham vários aspectos com nomes diferentes, onde cada nome destacava uma função ou característica específica do deus. Ocasionalmente, dois deuses distintos se fundiam em um e, muitas vezes, divindades se transformavam uma na outra dentro de uma única história. As imagens astecas às vezes combinavam atributos de várias divindades.
O pesquisador HB Nicholson (1971) classificou os deuses em três grupos de acordo com seu significado conceitual na religião mesoamericana geral. O primeiro grupo ele chamou de "criatividade celestial - grupo de paternalismo divino". O segundo: os deuses mãe-terra, os deuses pulque e Xipe Totec. O terceiro grupo, o grupo de Guerra-Sacrifício-Alimentação Sanguinária, continha deuses como Ometochtli, Huitzilopochtli, Mictlantecuhtli e Mixcoatl . Uma classificação mais específica baseada nos atributos funcionais das divindades é a seguinte:
Deuses culturais

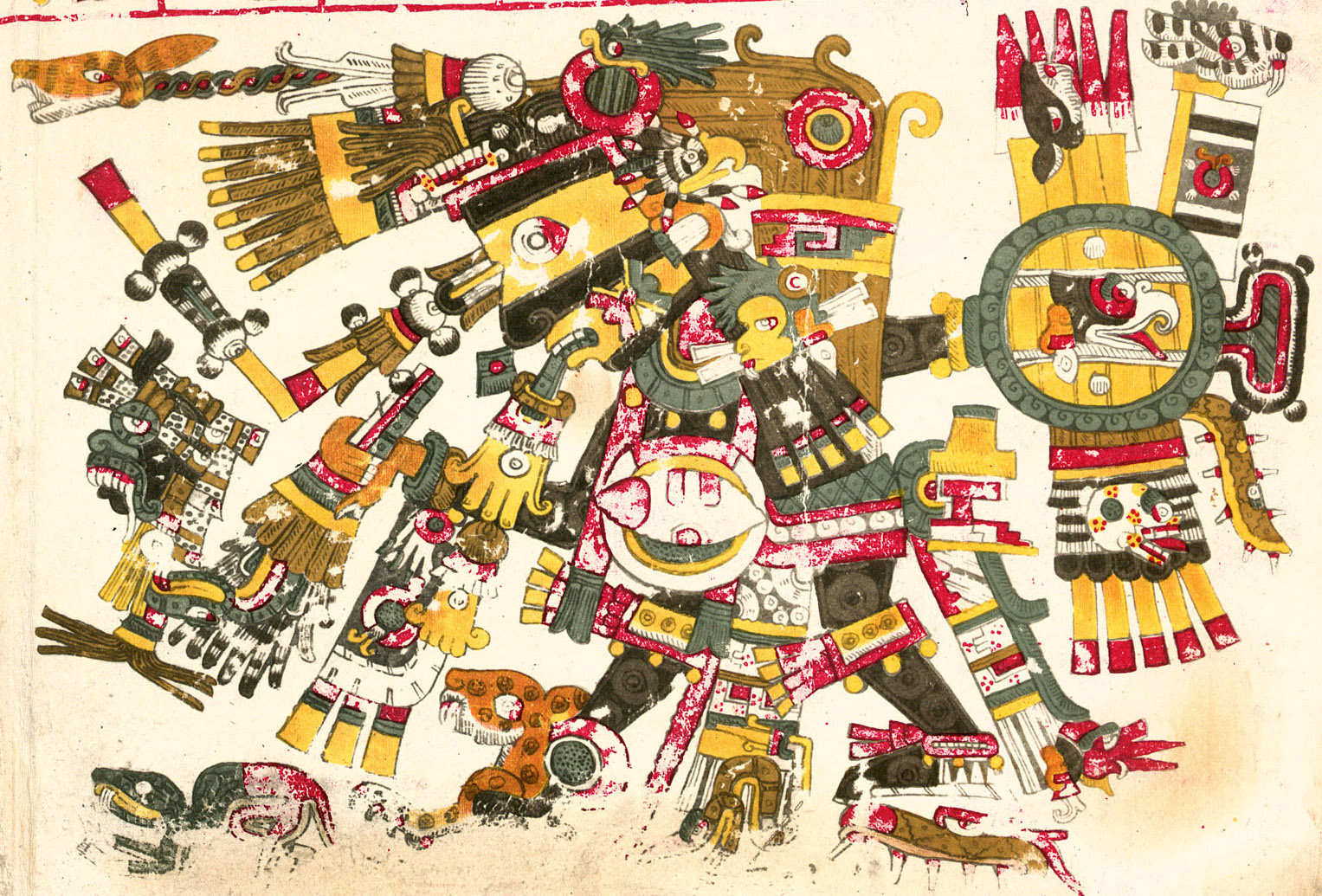
Tezcatlipoca retratado no Códice Borgia

- Tezcatlipoca: significa "espelho esfumaçado", um deus xamã Pan-mesoamericano, poder universal onipotente
- Quetzalcoatl: que significa "serpente emplumada", um deus pan-mesoamericano da vida, o vento e a estrela da manhã
- Tlaloc: um deus Pan-mesoamericano da tempestade, água e trovão.
- Mixcoatl: que significa "serpente das nuvens", o deus tribal de muitos povos náuatles, como os Tlaxcaltecas, deus da guerra, sacrifício e caça.
- Huitzilopochtli: que significa "beija-flor canhoto", o deus patrono do Mexicas da cidade de Tenochtitlán, o sol.

Deuses da natureza
- Metztli: a lua
- Tlaltecuhtli: significa "senhor da terra", deusa da Terra
- Chalchiuhtlicue: que significa "jade sua saia", deusa das molas
- Centzon Huitznahua: significa "os 400 sulistas", deuses das estrelas
- Ehecatl: o vento, muitas vezes confundido com Quetzalcoatl e chamado "Quetzalcoatl-Ehecatl"

Deuses da criação

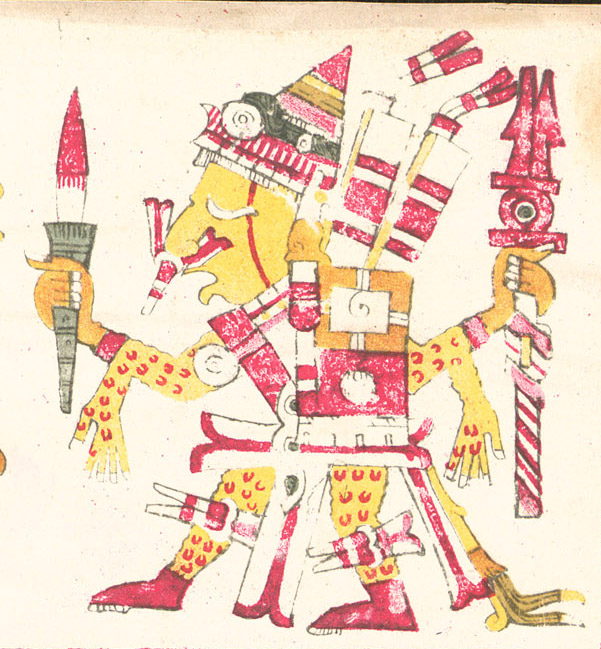
Xipe Totec vestindo pele humana como retratado no Codex Borgia

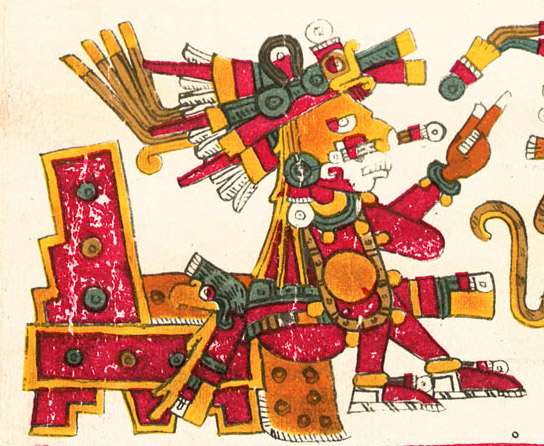
Xochipilli vestindo uma pele de veado como retratado no Codex Borgia

- Ōmeteōtl / Tōnacātēcuhtli: deuses criadores
- Huehuetéotl / Xiuhtecuhtli: significa "velho deus" e "senhor turquesa", deus da origem, tempo, fogo e velhice
- Coatlicue / Toci / Teteoinnan / Tonantzin: deusas progenitoras

Deuses do pulque e do excesso
- Tlazolteotl: deusa da sujeira, culpa e da limpeza
- Tepoztecatl: deus do pulque adorado em Tepoztlan
- Xochiquetzal: deusa do prazer, indulgência e sexo
- Mayahuel: deusa do pulque e do agave
- O Ahuiateteo:
  - Macuiltochtli
  - Macuilxochitl
  - Macuil Cuetzpalin
  - Macuilcozcacuauhtli
  - Macuil Malinalli
- Centzon Totochtin: significa "os 400 coelhos", deus da intoxicação
  - Ometochtli: que significa "dois coelhos", líder do Centzon Totochtin, deus da fertilidade e intoxicação

Deuses do milho e da fertilidade
- Xipe Totec: que significa "nosso senhor esfolado", deus da fertilidade associado à primavera, deus patrono dos ourives
- Centeotl: deus do milho
- Chicomecoatl: deusa da agricultura
- Xilonen: deuses do milho tenro
- Xochipilli: significa "príncipe das flores", deus da felicidade, flores, prazer e fertilidade

Deuses da morte e do submundo
- Mictlantecuhtli: senhor do submundo
- Mictlancihuatl: rainha do submundo
- Xolotl: significa "o animal", senhor da estrela da noite

Deuses do comércio
- Yacatecuhtli: significa "senhor do nariz", deus dos mercadores
- Patecatl: deus dos médicos e da medicina

## Religião e sociedade
A religião fazia parte de todos os níveis da sociedade asteca. À nível de Estado, a religião era controlada pelos Tlatoani e pelos sumos sacerdotes que governavam os principais templos no recinto cerimonial da capital asteca de Tenochtitlan. Este nível envolvia os grandes festivais mensais e uma série de rituais específicos centrados em torno da dinastia governante e tentavam estabilizar os sistemas político e cósmico. Esses rituais eram os que envolviam um sacrifício de humanos. Um desses rituais era a festa de Huey Tozoztli, quando o próprio governante podia subir o Monte Tlaloc e se entregar em autossacrifício para pedir as chuvas. Em toda a sociedade, cada nível tinha seus próprios rituais e divindades e desempenhava seu papel nos rituais maiores da comunidade. Por exemplo, a classe dos mercadores pochtecas estava envolvida na festa Tlaxochimaco, onde a divindade mercante seria celebrada e escravos comprados em mercados específicos de escravos por comerciantes de longa distância seriam sacrificados. Na festa de Ochpaniztli todos os plebeus participaram varrendo as ruas. Depois, eles também realizaram banhos rituais. O ritual mais espetacular era a cerimônia do Novo Fogo, que acontecia a cada 52 anos e envolvia todos os cidadãos do reino asteca. Durante isso, os plebeus destruíam utensílios domésticos, apagavam todos os fogos e recebiam novo fogo da fogueira no topo do Monte Huixachtlan, acesa no peito de uma pessoa sacrificada pelos sumos sacerdotes.

## Sacerdotes e templos
Na língua náuatle, a palavra para sacerdote era tlamacazqui, que significa "doador de coisas" - a principal responsabilidade do sacerdócio era garantir que os deuses recebessem o que lhes era devido na forma de oferendas, cerimônias e sacrifícios.
O Tlatoani de Tenochtitlan era o chefe do culto de Huitzilopochtli e da religião estatal do império asteca. Ele tinha deveres sacerdotais especiais em diferentes rituais em nível estadual.
No entanto, a organização religiosa asteca não estava inteiramente sob sua autoridade. Bernardino de Sahagún e Duran descrevem os pares de sumos sacerdotes (quetzalcoatlus) que estavam encarregados dos principais centros de peregrinação (Cholula e Tenochtitlan) como gozando de imenso respeito de todos os níveis da sociedade asteca e um nível de autoridade que transcendeu parcialmente as fronteiras nacionais. Sob esses chefes religiosos havia muitos níveis de sacerdotes, sacerdotisas, noviças, freiras e monges (alguns em tempo parcial) que dirigiam os cultos dos vários deuses e deusas. Sahagún relata que os sacerdotes tinham um treinamento muito rigoroso e tinham que viver vidas muito austeras e éticas, envolvendo vigílias prolongadas, jejuns e penitências. Por exemplo, eles muitas vezes tiveram que se sangrar e realizar automortificações prescritas na preparação para ritos de sacrifício.
Além disso, Sahagún refere-se a classes de especialistas religiosos não afiliados ao sacerdócio estabelecido. Isso incluía curandeiros errantes, magos negros e outros ocultistas (dos quais os astecas identificaram muitos tipos, a maioria dos quais temiam) e eremitas. Finalmente, as ordens militares, profissões (por exemplo, comerciantes pochteca e alas calpulli) operavam cada uma seu próprio santuário dedicada ao seu deus específico. Os chefes desses santuários, embora não fossem especialistas religiosos em tempo integral, tinham alguns deveres rituais e morais. Duran também descreve os membros de santuários como tendo a responsabilidade de arrecadar bens suficientes para sediar as festivais de sua divindade padroeira específica. Isso incluía obter e treinar anualmente um escravo ou cativo adequado para representar e morrer como a imagem de sua divindade naquele festival.
Os templos astecas eram basicamente montes sacrificiais: Estruturas piramidais sólidas preenchidas por terras especiais, sacrifícios, tesouros e outras oferendas. Tais pirâmides eram usualmente soterradas por uma nova pirâmide a cada 52 anos.
Em frente a cada grande templo havia uma grande praça. Esta às vezes continha importantes plataformas rituais, como a "pedra da águia", onde algumas vítimas eram mortas. As praças eram onde a maior parte dos fiéis se reunia para assistir aos ritos e danças realizados, para participar das canções e sacrifícios (o público muitas vezes se sangrava durante os ritos) e para participar de qualquer comida do festival. A nobreza sentava-se em assentos em camadas sob toldos ao entorno da praça, e alguns realizavam parte das cerimônias no templo.
A reconstrução contínua permitiu que Tlatoani e outros dignitários celebrassem suas conquistas dedicando novas esculturas, monumentos e outras reformas aos templos. Para festivais, degraus e níveis do templo também eram enfeitados com flores, faixas e outras decorações. Cada pirâmide tinha um topo plano para acomodar dançarinos e sacerdotes realizando ritos. Perto dos degraus do templo geralmente havia uma laje de sacrifício e braseiros.
A casa do templo (calli) em si era relativamente pequena, embora as mais importantes tivessem tetos internos altos e ornamentados. Para manter a santidade dos deuses, essas casas do templo foram mantidas bastante escuras e misteriosas - uma característica que foi aprimorada ainda mais por ter seus interiores rodopiando com a fumaça do copal (que significa incenso) e a queima de oferendas. Cortes e Diaz descrevem esses santuários como contendo imagens sagradas e relíquias dos deuses, muitas vezes enfeitadas com joias, mas envoltas em roupas rituais e outros véus e escondidas atrás de cortinas penduradas com penas e sinos. Flores e oferendas (incluindo uma grande quantidade de sangue) geralmente cobriam grande parte dos pisos e paredes próximas a essas imagens. Cada imagem ficava em um pedestal e ocupava seu próprio santuário. Os templos maiores também apresentavam câmaras subsidiárias que acomodavam divindades menores.
No centro cerimonial de Tenochtitlan, o templo mais importante era o Templo Mayor, que era uma pirâmide dupla com dois templos no topo. Um foi dedicado a Huitzilopochtli; este templo foi chamado Coatepec (que significa "montanha da serpente"), e o outro templo foi dedicado a Tlaloc. Abaixo dos Tlatoani estavam os sumos sacerdotes desses dois templos, ambos chamados pelo título Quetzalcoatl — o sumo sacerdote de Huitzilopochtli era Quetzalcoatl Totec Tlamacazqui e o sumo sacerdote de Tlaloc era Quetzalcoatl Tlaloc Tlamacazqui. Outros templos importantes estavam localizados nas quatro divisões da cidade. Um exemplo foi o templo chamado Yopico em Moyotlan que foi dedicado a Xipe Totec . Além disso, todos os calpulli tinham templos especiais dedicados aos deuses padroeiros dos calpulli. Os padres eram educados no Calmecac se fossem de famílias nobres e no Telpochcalli se fossem plebeus.

## Cosmologia e ritual

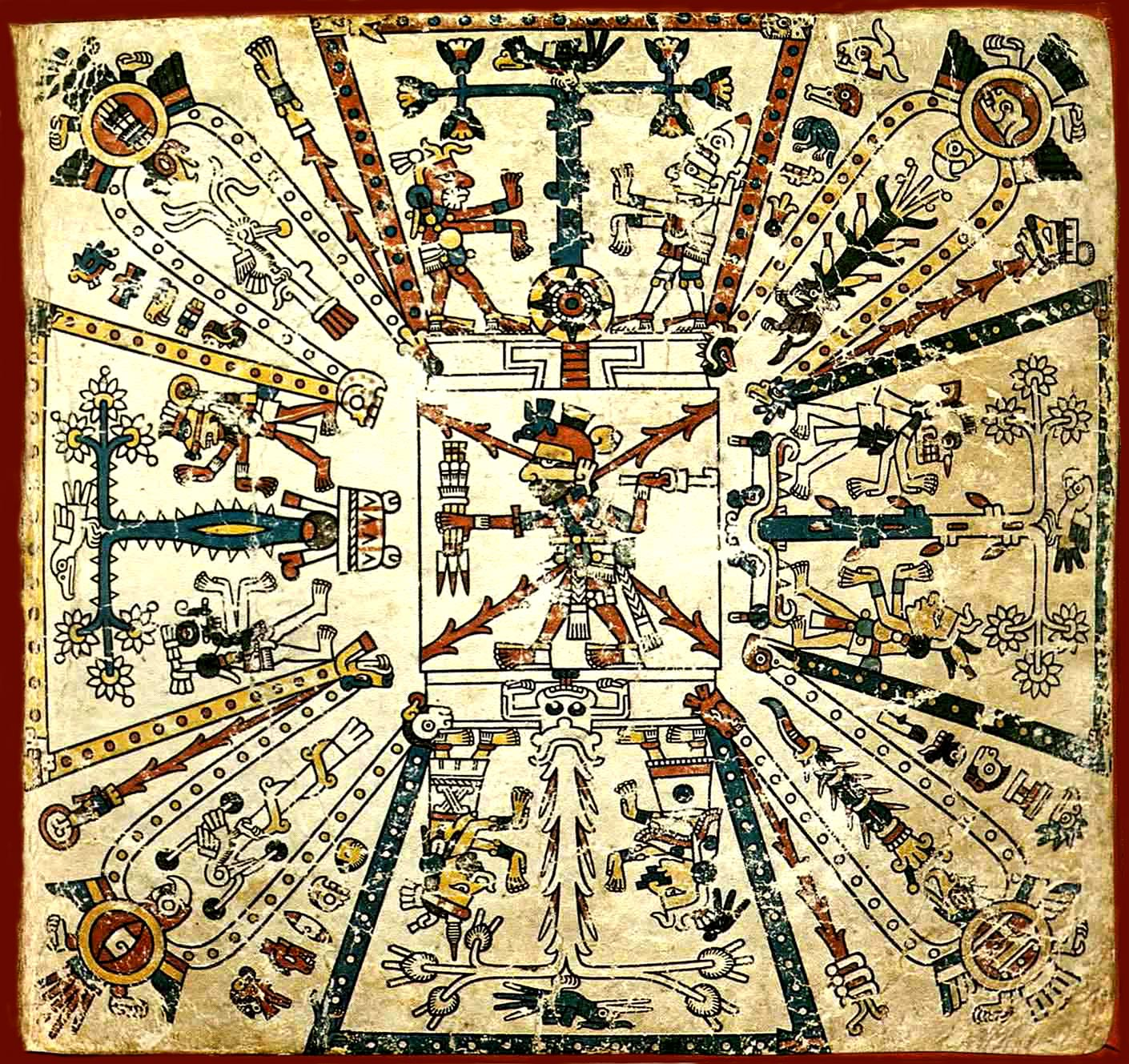
Do Codex Fejérváry-Mayer, um desenho cosmológico asteca com o deus Xiuhtecuhtli, o senhor do fogo, e o calendário no centro com os outros deuses importantes ao seu redor, cada um na frente de uma árvore sagrada

O mundo asteca consistia em três partes principais: o mundo terrestre em que os humanos viviam (incluindo Tamoanchan, a origem mítica dos seres humanos), um submundo que pertencia aos mortos (chamado Mictlan, "lugar da morte") e o plano superior no céu. A terra e o submundo estavam abertos para os humanos entrarem, enquanto o plano superior no céu era impenetrável para os humanos. A existência foi concebida como abrangendo os dois mundos em um ciclo de nascimento, vida, morte e renascimento. Assim, como se acreditava que o sol habitava o submundo à noite para renascer de manhã e os grãos de milho eram enterrados para depois brotar novamente, a existência humana e divina também era vista como sendo cíclica. Os mundos superior e inferior foram pensados para serem em camadas. Mictlan tinha nove camadas que eram habitadas por diferentes divindades e seres míticos. O céu tinha treze camadas, a mais alta das quais se chamava Omeyocan ("lugar da dualidade") e servia como residência do deus dual progenitor Ometeotl . A camada mais baixa do céu era um lugar verdejante com água abundante chamado Tlalocan ("o lugar de Tlaloc").
Após a morte, a alma do asteca ia para um dos três lugares: o sol, Mictlan ou Tlalocan. Almas de guerreiros caídos e mulheres que morriam no parto se transformavam em beija-flores que seguiam o sol em sua jornada pelo céu. Almas de pessoas que morreram por causas menos gloriosas iriam para Mictlan. Aqueles que se afogaram iriam para Tlalocan.
Na cosmologia asteca, como na Mesoamérica em geral, características geográficas como cavernas e montanhas tinham valor simbólico como locais de cruzamento entre os mundos superior e inferior. As direções cardeais também estavam simbolicamente ligadas ao esquema religioso do mundo; cada direção estava associada a cores e deuses específicos.
Para os astecas, a morte era instrumental na perpetuação da criação, e deuses e humanos tinham a responsabilidade de se sacrificar para permitir que a vida continuasse. Essa visão de mundo é melhor descrita no mito dos cinco sóis registrado no Codex Chimalpopoca, que relata como Quetzalcoatl roubou os ossos da geração anterior no submundo e como mais tarde os deuses criaram quatro mundos sucessivos ou "sóis" para seus súditos viverem. em, todos os quais foram destruídos. Então, por um ato de auto-sacrifício, um dos deuses, Nanahuatzin ("o espinhento"), fez nascer um quinto e último sol onde os primeiros humanos, feitos de massa de milho, puderam viver graças ao seu sacrifício. Os seres humanos foram responsáveis pelo renascimento contínuo do sol. O sacrifício de sangue em várias formas foi realizado. Tanto humanos quanto animais foram sacrificados, dependendo do deus a ser aplacado e da cerimônia que estava sendo realizada, e os sacerdotes de alguns deuses às vezes eram obrigados a fornecer seu próprio sangue através da automutilação.
Os rituais de sacrifício entre os astecas, e na Mesoamérica em geral, devem ser vistos no contexto da cosmologia religiosa: o sacrifício e a morte eram necessários para a continuidade da existência do mundo. Da mesma forma, cada parte da vida tinha uma ou mais divindades associadas a ela e estas tinham que pagar suas dívidas para alcançar o sucesso. Os deuses eram pagos com oferendas sacrificiais de comida, flores, efígies e aves. Mas quanto maior o esforço exigido do deus, maior deveria ser o sacrifício. O sangue alimentou os deuses e impediu que o sol caísse. Para alguns dos ritos mais importantes, um sacerdote oferecia seu próprio sangue cortando suas orelhas, braços, língua, coxas, peito, genitais, ou oferecia uma vida humana ou a vida de um deus. As pessoas que foram sacrificadas vieram de muitos segmentos da sociedade e podem ter sido cativos de guerra, escravos ou membros da sociedade asteca; o sacrifício também pode ter sido homem ou mulher, adulto ou criança, nobre ou plebeu.

### Representação de divindade
Um aspecto importante do ritual asteca era a personificação de divindades.  Sacerdotes ou indivíduos especialmente eleitos seriam vestidos para alcançar a semelhança de uma divindade específica.  Uma pessoa com o honroso papel de personificar um deus era chamada ixiptla tli e era venerada como uma manifestação física real do deus até o fim inevitável, quando a semelhança do deus tinha que ser morta como o sacrifício final sob grandes circunstâncias e festividades . 

### Reconstituição do mito
Tal como acontece com a personificação de deuses, o ritual asteca era muitas vezes uma reencenação de um evento mítico que ao mesmo tempo servia para lembrar os astecas de sua religião, mas também servia para perpetuar o mundo repetindo os eventos importantes da criação.

## Mitologia
A principal divindade da religião mexica era o deus sol e da guerra, Huitzilopochtli. Ele ordenou aos mexicas que fundassem uma cidade no local onde eles veriam uma águia devorando um animal (nem todas as crônicas concordam sobre o que a águia estava devorando, diz-se que era um pássaro precioso, e embora o padre Duran diga que era uma cobra, isso não é mencionado em nenhuma fonte pré-hispânica), enquanto empoleirada em um  palma com frutos. Segundo a lenda, Huitzilopochtli teve que matar seu sobrinho, Cópil, e jogar seu coração no lago. Mas, como Cópil era seu parente, Huitzilopochtli decidiu homenageá-lo e fez crescer um cacto sobre o coração de Cópil, que se tornou um lugar sagrado.
Diz a lenda que este é o local em que os mexicas construíram sua capital de Tenochtitlan . Tenochtitlan foi construída em uma ilha no meio do Lago Texcoco, onde está localizada a atual Cidade do México. Esta visão lendária está retratada no Brasão de Armas do México .
De acordo com sua própria história, quando os mexicas chegaram ao vale de Anahuac ao redor do lago Texcoco, eles foram considerados pelos outros grupos como os menos civilizados de todos. Os mexicas decidiram aprender e tiraram tudo o que puderam de outros povos, especialmente dos antigos toltecas (que parecem ter confundido parcialmente com a civilização mais antiga de Teotihuacan). Para os mexicas, os toltecas foram os criadores de toda a cultura; toltecayotl era sinônimo de cultura. As lendas mexicas identificam os toltecas e o culto de Quetzalcoatl com a mítica cidade de Tula, que eles também identificaram com a mais antiga Teotihuacan.
No processo, eles adotaram a maior parte do panteão tolteca/nahua, mas também fizeram mudanças significativas em sua religião. À medida que os mexicas subiram no poder, eles adotaram os deuses nahuas em status igual ao seu. Por exemplo, Tlaloc era o deus da chuva de todos os povos de língua Nahuatl. Eles colocaram seu deus local Huitzilopochtli no mesmo nível do antigo deus Nahua e também substituíram o deus Nahua Sun pelo seu próprio. Assim, Tlaloc/Huitzilopochtli representa a dualidade da água e do fogo, como evidenciado pelas pirâmides gêmeas descobertas na Cidade do México no final da década de 1970, e nos lembra os ideais guerreiros dos astecas: o glifo asteca da guerra é a água queimando.

## Sacrifício humano

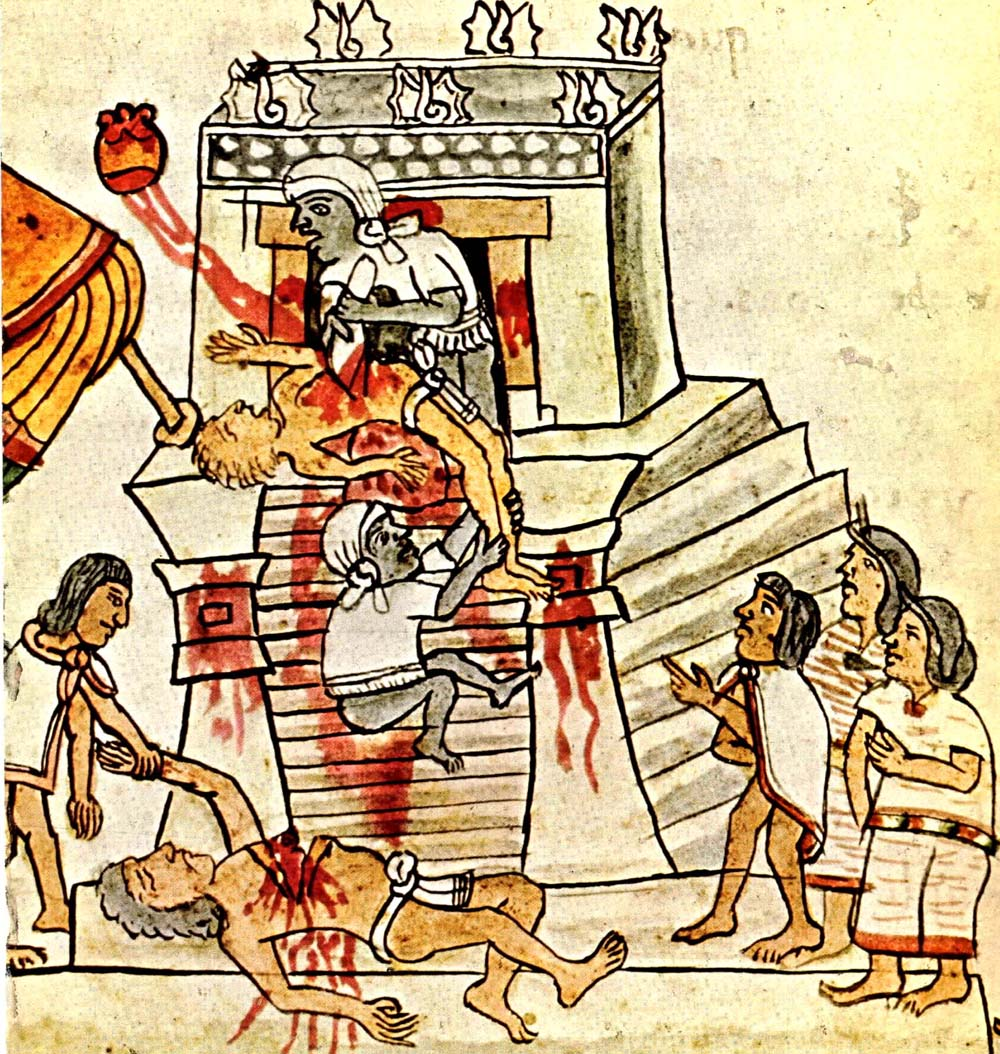
Desenho de um sacrifício asteca

O sacrifício humano era praticado em grande escala em todo o império asteca, embora os números exatos fossem desconhecidos. Em Tenochtitlán, a principal cidade asteca, "entre 10 000 e 80 400 pessoas" foram sacrificadas ao longo de quatro dias para a dedicação da Grande Pirâmide em 1487, segundo Ross Hassig. As escavações das oferendas no templo principal forneceram algumas informações sobre o processo, mas as dezenas de restos escavados estão muito aquém dos milhares de sacrifícios registrados por testemunhas oculares e outros relatos históricos. Por milênios, a prática do sacrifício humano foi difundida nas culturas mesoamericana e sul-americana. Foi um tema na religião olmeca, que prosperou entre 1 200 e 400 a.C. e entre os maias. O sacrifício humano era um ritual muito complexo. Cada sacrifício tinha que ser meticulosamente planejado, desde o tipo de vítima até a cerimônia específica necessária para o deus. As vítimas sacrificiais eram geralmente guerreiros, mas às vezes escravos, dependendo do deus e do ritual necessário. Quanto mais alto o posto do guerreiro, melhor ele é visto como um sacrifício. As vítimas então assumiriam a persona do deus pelo qual ele deveria ser sacrificado, seriam também alojadas, alimentadas e vestidas de acordo. Esse processo pode durar até um ano. Quando o dia do sacrifício chegasse, as vítimas participariam das cerimônias específicas do deus. Essas cerimônias eram usadas para esgotar a vítima para que ela não lutasse durante a cerimônia. Então cinco sacerdotes, conhecidos como Tlenamacac, realizavam o sacrifício geralmente no topo de uma pirâmide. A vítima seria colocada sobre a mesa, segurada e, posteriormente, ter seu coração arrancado.